# Make
Make是一个在软件开发中所使用的构建工具，用于自動化建構軟體。 它通过一个名为 Makefile 的文本文件来描述源代码文件之间的依赖关系和构建规则。 Make 会根据这些规则和依赖关系，判断哪些文件需要重新编译，并执行相应的编译命令，以确保最终生成可执行文件或其他目标文件（这些目标被称为“target”）。 大多数情况下，它被用来编译源代码，生成结果代码，然后把结果代码连接起来生成可执行文件或者库文件。
許多現代軟體的開發環境中（如Microsoft Visual Studio），集成开发环境已經取代make，但是在Unix環境中，仍然有許多工程師採用make來協助軟體開發。

## 起源
目前虽有众多依赖关系检查工具，但是make是应用最广泛的一个。这要归功于它被包含在Unix系统中。斯圖亞特·費爾德曼（Stuart Feldman）在1977年在贝尔实验室（Bell Labs）里制作了这个软件。2003年，斯圖亞特·費爾德曼因发明了这样一个重要的工具而接受了美国计算机协会（ACM）颁发的软件系统奖。
在make诞生之前，编译工作主要依赖于操作系统里面的类似于“make”、“install”功能的shell脚本。它可以批量执行生成目标的命令，并且可以完成依赖关系的检查。这是向现代编译环境发展的重要一步。

## 不同版本
make程序已被使用者多次重/改寫，其中包括幾次用相同的文件格式和算法原理重新編寫，並且依照不同需要添加了一些不常見的改良。

### GNU make
GNU make仿照make的標準功能（透過clean-room工程）重新改寫，並加入作者覺得值得加入的新功能，常和GNU編譯系統一起被使用，是大多數GNU Linux安裝的一部分。

### BSD make
BSD make是從Adam de Boor的製作的版本上發展成。它編譯目標的時候有並行計算的能力。它在FreeBSD，NetBSD和OpenBSD中不同程度的修改下存活了下來。

### Microsoft nmake
廣泛應用於微軟的Windows，微軟的nmake是 Visual Studio 随附的命令行工具，不要與來自AT&T和貝爾實驗室的Unix系統nmake混淆。

## 优点和缺点
就像其他和make有着悠久历史的软件一样，make有着很多的拥护者和反对者。它的很多问题因现代大型的软件项目的出现而暴露出来。但是很多人争论说它在常见的情况下可以很好的工作，而且使用非常的简单，功能强大，表达清楚。无论如何，make仍然被用来编译很多完整的操作系统，而且现在替代品们在基本的操作上与它没有太大差别。
随着现代的集成开发环境（IDE）的诞生，特别是非Unix的平台上，很多程序员不再手动管理依靠关系检查，甚至不用去管哪些文件是这个项目的一部分，而是把这些任务交给了他们的开发环境去做。类似的，很多现代的编程语言有自己特别的高效的依赖关系的设置方法。

## Makefile

### 规则
makefile的格式是：
```
   # 用“#”号表明注释。
   target（要生成的文件）: dependencies（被依赖的文件）
   	# 命令前面用的是“tab”而非空格。误用空格是初学者容易犯的错误！
   
Tab ↹
命令1
   
Tab ↹
命令2
   
Tab ↹
命令3
         .
   	  .
   	  .
   
Tab ↹
命令n
   # 可以使用“\”表示续行。注意，“\”之后不能有空格！
```

- target, dependencies和命令构成了一个makefile里的一个“规则”，规则指示make何时以及如何重新生成target或执行target下的命令
- target通常是我们要生成的文件的名字，摆放的顺序不重要，但第一个target是默认的target。当make不带参数时，自动执行第一个target。target也可以是要求make完成的动作，执行这种target后并不能得到和target同名的文件，因此，也称为伪target(phony target)。
- dependencies是生成target所需的文件名列表。依赖可以为空，常用的“clean”target就常常没有依赖，只有命令。若依赖不为空，则make会先检查依赖的“规则”。依赖规定了何时重新执行target下命令。若任何依赖比target更新 （由于执行了依赖的“规则”的命令或用户修改了依赖），make则会重新执行target下的命令。
- 命令可以是任何一个shell能运行的命令。

### 示例
举例来说明makefile的结构和make如何运作。
```
editor
:
 
main
.
o
 
text
.
o

	
gcc
 
-o
 
editor
 
main.o
 
text.o

main.o
:
 
main
.
c
 
def
.
h

	
gcc
 
-c
 
main.c

text.o
:
 
text
.
c
 
com
.
h

	
gcc
 
-c
 
text.c

install
:
editor

	
mv
 
editor
 
/usr/local

```

当我们输入：
```
make
或者
make editor

```

当editor这个target文件不存在，或者main.o、text.o这两个依赖文件被修改，都会导致make调用其下的命令“gcc -o editor main.o text.o”；接下来，由于引用到main.o和text.o，make会检查main.o的依赖main.c、def.h有无更新，如果有，则执行其下的命令“gcc -c main.c”；同样的道理，也适用于text.o。
于是，可有几种不同的输出：
- 第一次运行：

```
gcc -c main.c
gcc -c text.c
gcc -o editor main.o text.o

```

- main.c或/和def.h有修改：

```
gcc -c main.c
gcc -o editor main.o text.o

```

- text.c或/和com.h有修改：

```
gcc -c text.c
gcc -o editor main.o text.o

```

- main.c和text.c均有修改：

```
gcc -c main.c
gcc -c text.c
gcc -o editor main.o text.o

```

当我们输入：
```
make install

```

make会检查install的依赖editor是否是最新，如果是，则执行其下的命令“mv editor /usr/local”。由于这个过程并没有产生名为“install”的文件，所以，install是一个假目标。

### 巨集
“巨集”指的是用一个字符串代替另一个字符串的功能。在makefile中可以使用“=”号来定义巨集，使用“$（巨集名）”来使用巨集；还可以用“+=”追加巨集的内容。习惯上，巨集名使用大写。承接上面的例子：
```
OBJECTS
 
=
 
main.o
 
text.o

INSTALL_PATH
 
=
 
/usr/local

editor
:
 
$(
OBJECTS
)

	
gcc
 
-o
 
editor
 
$(
OBJECTS
)

main.o
:
 
main
.
c

	
gcc
 
-c
 
main.c

text.o
:
 
text
.
c

	
gcc
 
-c
 
text.c

install
:
editor

	
mv
 
editor
 
$(
INSTALL_PATH
)

```